# IC 1948
IC 1948 ist eine Balken-Spiralgalaxie mit ausgedehnten Sternentstehungsgebieten vom Hubble-Typ Sbc im Sternbild Pendeluhr  am Südsternhimmel. Sie ist schätzungsweise 610 Millionen Lichtjahre von der Milchstraße entfernt und hat einen Durchmesser von etwa 145.000 Lj.
Im selben Himmelsareal befinden sich u. a. die Galaxien IC 1944 und IC 1949.
Entdeckt wurde das Objekt am 6. Dezember 1899 von DeLisle Stewart.